# Pauesia arcuata
Pauesia arcuata är en stekelart som beskrevs av Jaroslav Stary och Dinendra Raychaudhuri 1982. Pauesia arcuata ingår i släktet Pauesia och familjen bracksteklar. Inga underarter finns listade i Catalogue of Life.